# 大雪消防組合
大雪消防組合（たいせつしょうぼうくみあい）は、美瑛町、東川町、東神楽町、当麻町、比布町、愛別町の6町で構成する消防組合（一部事務組合）。管轄区域が飛地になっている。

## 沿革
- 1973年（昭和48年）4月1日 : 美瑛町と東川町が大雪消防組合を設立する[1][2]。
- 1974年（昭和49年）4月1日 : 東神楽町が加入する[1][2]。
- 1988年（昭和63年）：十勝岳噴火（12月16日から翌年3月8日まで合計21回噴火）。
- 2007年（平成19年）: 東川支署と東神楽支署を統合し、東消防署を設置する[1]。
- 2014年（平成26年）4月1日 : 消防広域化に伴い、当麻町・比布町・愛別町が加入する[1][2][注 1]。

## 組織
- 消防長（消防監）
  - 庶務課
  - 警防課
    - 美瑛消防署
      - 白金分遣所

    - 東消防署
    - 当麻消防署
    - 比布消防署
    - 愛別消防署

2019年（平成31年）4月1日

## 消防車両
- 消防ポンプ車 : 14（うち救助資機材積載車 : 1）
- 水槽付ポンプ車 : 6（うち救助資機材積載車 : 3）
- 小型動力ポンプ付き水槽車 : 4
- 救急車 : 7（うち予備車 : 1）
- 指揮車 : 2
- 資機材搬送車 : 1
- 広報車・バス : 5

2011年（平成23年）4月1日現在

## 消防署
| 消防署     | 住所                     | 分遣所                        |
| ---------- | ------------------------ | ----------------------------- |
| 美瑛消防署 | 上川郡美瑛町本町4-5-20   | 白金 : 上川郡美瑛町字白金温泉 |
| 東消防署   | 上川郡東神楽町15号南3    |                               |
| 当麻消防署 | 上川郡当麻町3条東3-10-15 |                               |
| 比布消防署 | 上川郡比布町北町1-3-22   |                               |
| 愛別消防署 | 上川郡愛別町字本町345-1  |                               |

## 消防広域化
上川中部圏の消防広域化は2006年の消防組織法改正以前から検討されており、一時は「北海道消防広域化推進計画」で旭川市、大雪消防組合、上川中部消防組合が管轄する1市8町による広域化が提案されたが、大雪消防組合が一部事務組合での広域化を提案し、更なる協議・検討の末、2012年に広域化協議から離脱した。
これを受けて、旭川市は残る5町の消防事務を受託することを提案したが、合意には至らなかった。
協議の末、2013年に上川中部消防組合が解散し、鷹栖町と上川町が旭川市に事務委託、当麻町、比布町、愛別町が大雪消防組合と合流する枠組みを決定し、各町議会議決を経て同年10月1日に広域化協定を締結。2014年4月1日より消防広域化が始まった。